# Lygniodes fuscescens
Lygniodes fuscescens är en fjärilsart som beskrevs av John Henry Leech 1900. Lygniodes fuscescens ingår i släktet Lygniodes och familjen nattflyn. Inga underarter finns listade i Catalogue of Life.

## Bildgalleri

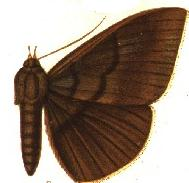